# Pista mediterranea
Pista mediterranea är en ringmaskart som beskrevs av de Gaillande 1970. Pista mediterranea ingår i släktet Pista och familjen Terebellidae. Inga underarter finns listade i Catalogue of Life.